# (72528) 2001 DH95
(72528) 2001 DH95 – planetoida z pasa głównego asteroid okrążająca Słońce w ciągu 4,35 lat w średniej odległości 2,66 j.a. Odkryta 18 lutego 2001 roku.